# Krawatka

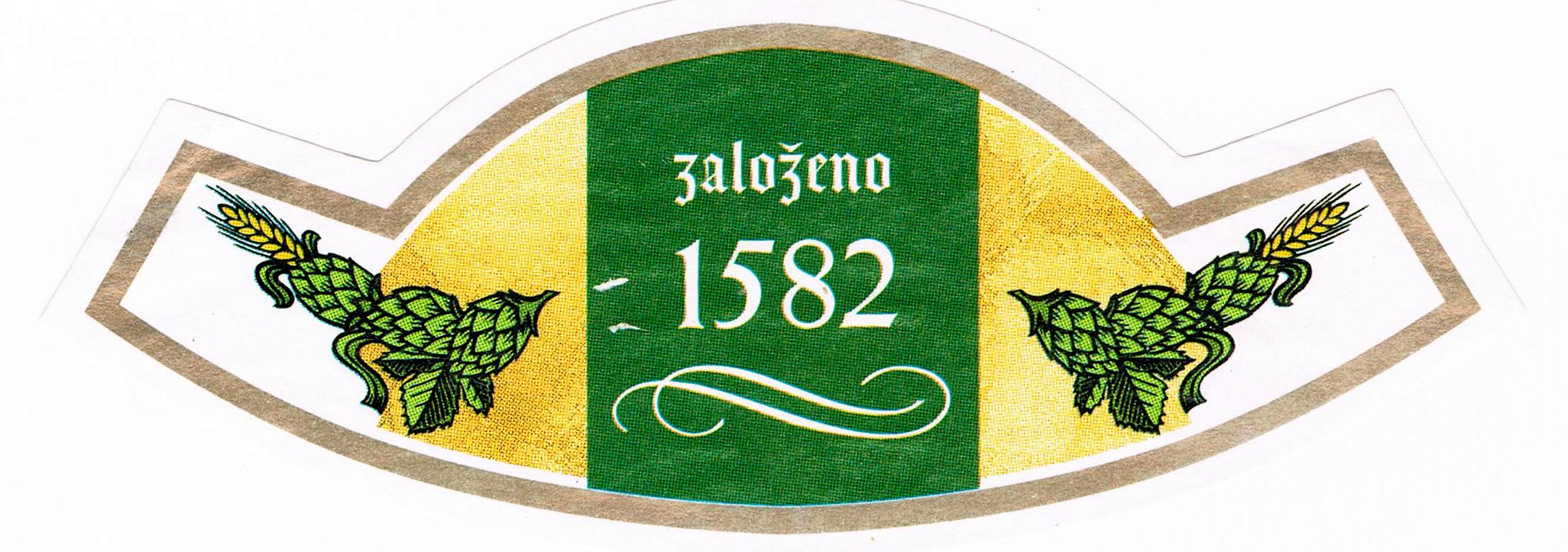
Krawatka - etykieta czeskiego piwa Krakonoš

Krawatka to papierowa etykieta na szyjce butelki piwa umieszczona powyżej etykiety głównej, zawierająca logo i nazwę browaru oraz ewentualnie inne dane.